# Aquarius (serie de televisión)
Aquarius es una serie de televisión policíaca creada y producida por John McNamara para la NBC, que explora los inicios del conocido criminal Charles Manson. Es protagonizada por David Duchovny, Gethin Anthony, Grey Damon y Claire Holt y fue estrenada el 28 de mayo de 2015.
El 25 de junio de 2015, NBC renovó la serie para una segunda temporada, que fue estrenada el 16 de junio de 2016. Finalmente la serie fue cancelada por la cadena NBC, por lo que no habrá una tercera temporada, quedando la historia inconclusa.

## Argumento
En 1967, cuando la hija de un respetado abogado desaparece, el sargento de policía Sam Hodiak comienza a investigar, pero pronto descubre que los policías no son bien vistos por los hippies de la época, por lo que recluta la ayuda de Brian Shafe, un rebelde policía encubierto. Hodiak y Shafe pronto se encuentran con el líder de una secta que busca mujeres vulnerables para unirse a su causa. A partir de ahí, siguen el rastro de este hombre en un abismo de drogas, sexo y asesinato.

## Elenco

### Personajes principales
- David Duchovny como Sam Hodiak.
- Gethin Anthony como Charles Manson.
- Grey Damon como Brian Shafe.
- Emma Dumont como Emma Karn.
- Claire Holt como Charmain Tully.
- Ambyr Childers como Susan Atkins/Sadie
- Madisen Beaty como Patricia Krenwinkel/Katie.
- Cameron Deane Stewart como Tex Watson.
- Michaela McManus como Grace Karn.
- Brían F. O'Byrne como Ken Karn.
- Chance Kelly como Ed Cutler.[5]

### Personajes recurrentes
- Whitney Rose Pynn como Minnie.
- Milauna Jemai Jackson como Kristin Shafe.
- David Meunier como Roy Kovic.[6]
- Jodi Harris como Opal Hodiak.
- Spencer Garrett como Hal Banyin.
- Chris Sheffield como Walt Hodiak.[6]
- Tara Lynne Barr como Katie.[7]
- Jason Ralph como Mike Vickery.
- Amanda Brooks como Sharon Tate.
- Alison Rood como Meg Frazetta.
- Mark Famiglietti como Jay Sebring.
- Gaius Charles como Bunchy Carter.[8]
- Andy Favreau como Dennis Wilson.
- Beau Mirchoff como Rick Zondervan.[9]
- Carter Jenkins como William Garretson.

## Episodios
| Temporada | Temporada | Episodios | Episodios | Emisión original    | Emisión original         |
| Temporada | Temporada | Episodios | Episodios | Primera emisión     | Última emisión           |
| --------- | --------- | --------- | --------- | ------------------- | ------------------------ |
|           | 1         | 13        | 13        | 28 de mayo de 2015  | 22 de agosto de 2015     |
|           | 2         | 13        | 13        | 16 de junio de 2016 | 10 de septiembre de 2016 |

## Desarrollo

### Producción
El 31 de marzo de 2014, se dio a conocer que la NBC estaba preparando una miniserie centrada en los inicios de Charles Manson como criminal, ordenando trece episodios sin pasar por la fase del piloto.
McNamara considera a la serie como una «ficción histórica», ya que si bien está inspirada por Manson, no es históricamente exacta. Además contiene arcos argumentales completamente ficticios llevados a cabo en el entorno político y musical del periodo establecido, e involucra problemas sociales de la época y acontecimientos históricos. Para proporcionar un contexto de la época, NBC publicó un blog narrando los sucesos ocurridos en 1967.
La trama está prevista para una duración de seis temporadas.

### Casting
Con el anuncio del proyecto también se dio a conocer que este sería liderado por David Duchovny como Sam Hodiak, un policía de Los Ángeles que investiga a Manson. El 20 de junio se dio a conocer la adición de Gethin Anthony como Charles Manson; Emma Dumont como Emma Karn, una seguidora de Manson; y Grey Damon como Brian Shafe, un policía encubierto y compañero de Hodiak que sigue la pista de Karn. Finalmente, el 30 de julio, Claire Holt fue anunciada para interpretar a Charmain Tully, una mujer policía que lucha porque la tomen en serio en el mundo de hombres en el que se desenvuelve.
Dentro del elenco recurrente, el 14 de julio de 2014 fueron anunciadas la incorporación de Gaius Charles como Bunchy Carter, un expandillero convertido predicador de su propia doctrina y némesis de Hodiak; Michaela McManus como Grace, la exnovia de Hodiak y madre de Emma; David Meunier como Roy, el esbirro de Manson; y Chris Sheffield como el hijo de Hodiak. El 22 de julio se dio a conocer que Ambyr Childers fue seleccionada para interpretar a Susan Atkins, quien actúa bajo las órdenes de Manson; así mismo, Beau Mirchoff fue elegido para dar vida a Rick Zondervan, estudiante de la UCLA que asiste a una fiesta con su novia y se topa con Charles Manson. Un día después Chance Kelly fue anunciado como Ed Cutler, un oficial de policía compañero de Sam. El 28 de julio, Tara Lynne Barr fue elegida para dar vida a Katie, una de las seguidoras de Manson.

### Banda sonora
La banda sonora se compone de canciones de la década de 1960. Los títulos de los episodios son nombres de canciones famosas, que están incluidas en el episodio mismo. Por otra parte, el título de la serie es una canción de 1967 (del musical de culto Hair), que dio su nombre a la época en la que se establece la serie. Los títulos de los episodios de la segunda temporada son nombres de canciones de The Beatles.